# NGC 7263-1
NGC 7263-1 في الفهرس العام الجديد، هي مجرة، تقع في كوكبة العظاءة. اكتشفت في 9 سبتمبر 1863 بواسطة ألبرت مارث.

## روابط خارجية
- NGC 7263-1 على موقع ويكي سكاي: DSS2, SDSS, GALEX, IRAS, Hydrogen α, X-Ray, Astrophoto, Sky Map, Articles and images